# Jim McCarty (kytarista)
Jim McCarty (* 1. června 1945 Detroit, Michigan) je americký rockový kytarista. Byl členem skupiny The Detroit Wheels po jejímž rozpadu spoluzaložil v roce 1970 skupinu Cactus. Se skupinou nahrál alba Cactus (1970), One Way...Or Another a Restrictions (1971). V roce 1972 spolu se svým spoluhráčem z Detroit Wheels Johnny Badanjekem založil skupinu The Rockets. V roce 2006 se účastnil reunionu skupiny Cactus a podílel se i na jejím albu Cactus V. ze skupiny odešel v roce 2008, ale v roce 2011 se opět vrátil. V roce 2009 založil skupinu Hell Drivers, ve které s ním hrál bubeník Badanjek, baskytarista Marvin Conrad a zpěvák Jim Edwards.